# Supercoppa spagnola 2021 (pallacanestro maschile)
La Supercoppa spagnola 2021 è stata la 18ª Supercoppa spagnola di pallacanestro maschile, organizzata dalla ACB e la 22ª edizione in generale. È anche chiamata Supercoppa Endesa per motivi di sponsorizzazione.
Si è disputata l'11 e il 12 settembre 2021 presso il Pabellón Insular Santiago Martín di San Cristóbal de La Laguna tra i seguenti quattro club:
- Canarias Tenerife, squadra ospitante
- Barcellona, campione di Spagna 2020-21 e vincitore della Copa del Rey 2021
- Real Madrid, vincitore della Supercoppa spagnola 2020
- Valencia, semifinalista della Liga ACB 2020-2021

## Tabellone
|  | Semifinali        | Semifinali        | Semifinali  |             |            | Finale     | Finale | Finale |  |
|  |                   |                   |             |             |            |            |        |        |  |
|  | Barcellona        | Barcellona        | 87          |             |            |            |        |        |  |
|  | Barcellona        | Barcellona        | 87          |             |            |            |        |        |  |
|  | Valencia          | Valencia          | 68          |             |            |            |        |        |  |
|  | Valencia          | Valencia          | 68          |             | Barcellona | Barcellona | 83     |        |  |
|  |                   |                   |             |             | Barcellona | Barcellona | 83     |        |  |
|  |                   |                   | Real Madrid | Real Madrid | 88         |            |        |        |  |
|  | Canarias Tenerife | Canarias Tenerife | Real Madrid | Real Madrid | 88         | 70         |        |        |  |
|  | Canarias Tenerife | Canarias Tenerife |             |             |            |            |        |        |  |
|  | Real Madrid       | Real Madrid       | 72          |             |            |            |        |        |  |

## Semifinali
| Arbitri: | Carlos Peruga Luis Miguel Castillo Martín Caballero |

| |            | |
| Davies 15 | Punti      | 11 Hermannsson, Puerto |
| Calathes 6 | Assist     | 3 Hermannsson |
| Abrines, Davies, Oriola 5 | Rimbalzi   | 7 Dubljević |
| 14 Hayes• 18 Oriola• 22 Higgins• 33 Mirotić• 99 Calathes 0 Davies• 8 Martínez• 10 Šmits• 20 Laprovíttola• 21 Abrines• 24 Kuric• 31 Jokubaitis | Formazioni | 1 Claver• 4 Pradilla• 8 Ferrando• 14 Dubljević• 24 Hermannsson 2 Puerto• 3 Prepelič• 9 Van Rossom• 10 Tobey• 12 Bressan• 16 Jiménez• 42 Bellver |
| Šarūnas Jasikevičius | Allenatori | Joan Peñarroya |

| Arbitri: | Antonio Conde Fernando Calatrava Arnau Padrós |

| |            | |
| Shermadini 21 | Punti      | 15 Yabusele |
| Huertas 6 | Assist     | 3 Heurtel |
| Doornekamp 6 | Rimbalzi   | 8 Yabusele |
| 6 Fitipaldo• 15 Sastre• 22 Sulejmanović• 35 Guerra• 42 Doornekamp 7 Smith• 9 Huertas• 10 Salin• 13 Rodríguez• 19 Shermadini• 33 Wiltjer• 45 Brnović | Formazioni | 1 Causeur• 4 Heurtel• 8 Hanga• 17 Poirier• 28 Yabusele 0 Williams-Goss• 5 Fernández• 12 Alocén• 22 Tavares• 23 Llull• 30 Ndiaye• 44 Taylor |
| Txus Vidorreta | Allenatori | Pablo Laso |

## Finale
| Arbitri: | Emilio Pérez Pizarro Carlos Peruga Luis Miguel Castillo |

| |            | |
| Higgins 16 | Punti      | 24 Llull |
| Calathes 7 | Assist     | 3 Williams-Goss, Yabusele |
| Mirotić, Oriola 5 | Rimbalzi   | 11 Poirier |
| 14 Hayes• 18 Oriola• 22 Higgins• 33 Mirotić• 99 Calathes 0 Davies• 8 Martínez• 10 Šmits• 20 Laprovíttola• 21 Abrines• 24 Kuric• 31 Jokubaitis | Formazioni | 4 Heurtel• 8 Hanga• 17 Poirier• 28 Yabusele• 44 Taylor 0 Williams-Goss• 1 Causeur• 11 Vukčević• 12 Alocén• 22 Tavares• 23 Llull• 30 Ndiaye |
| Šarūnas Jasikevičius | Allenatori | Pablo Laso |